# الاتصالات في مصر
بدأت صناعة الاتصالات السلكية واللاسلكية نشاطها في مصر عام 1854 حين تم افتتاح أول خطوط التلغراف بين محافظتي القاهرة والإسكندرية تحت اسم سلطة البرق والهاتف، فيما شهد عام 1881 تركيب أول خط هاتفي بين المحافظتين.
في سبتمبر 1999 تم الإعلان عن المشروع القومي للنهضة التكنولوجية والذي يعكس الاهتمام الكبير الذي تعطية الحكومة المصرية لضرورة الإسراع في النهوض بصناعة واستخدام تكنولوجيا المعلومات لخدمة أهداف التنمية في مصر وكان يجب لترجمة مشروع النهضة إلى واقع ملموس أن يتم إعداد وتنفيذ العديد من المشروعات واتخاذ الإجراءات اللازمة لتنمية الصناعات.
تأسست شركة القرية الذكية عام 2001 بهدف دعم وتنمية الكيانات التكنولوجية المعروفة ومؤسسات الأعمال على الصعيدين المحلي والإقليمي، وتضم القرية العديد من شركات الاتصالات وتكنولوجيا المعلومات العالمية منها والمحلية والهيئات الحكومية المرتبطة بتلك الصناعة وذلك على مساحة قدرها 3 ملايين متر مربع غرب مدينة القاهرة وتضم القرية الذكية الآن أكثر من 160 شركة، ويعمل بها 40,000 موظف ومن المنتظر أن يصل العدد إلى 100,000 بنهاية عام 2014.

## الخدمة التليفونية
في عام 1854 افتتح أول خط تلغراف في مصر، في عام 1881 تم إنشاء أول خط تليفوني يربط بين القاهرة والإسكندرية وتعتبر مصر من أوائل الدول في استخدام التليفون الذي تم اختراعه في 1876، وفي عام 1883 تم تمديد الخطوط التليفونية إلى بورسعيد والإسماعيلية والسويس.
ووفقا لإحصائيات 2010 بلغ إجمالي عدد المشتركين في خدمات الهاتف الثابت والذي تقدمه الشركة المصرية للاتصالات 11,280,000 وإجمالي سعة السنترالات 14,426,597 ، وبلغ خطوط التليفون الرئيسية 10,700,000 وعدد المشتركين في خدمة التليفون المحمول 50,68,197 وبلغ عدد تليفونات الخدمة العامة للتليفونات 58,002 .

## الهاتف المحمول

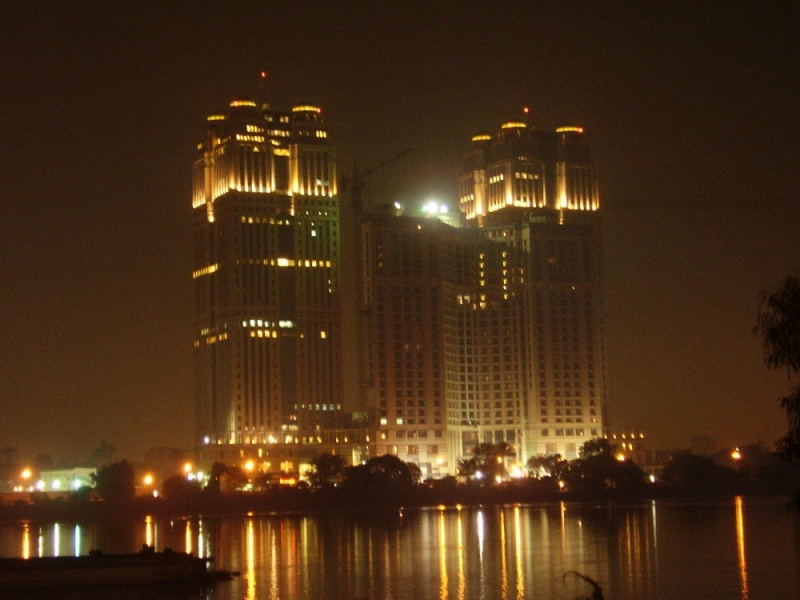
أوراسكوم للاتصالات المصرية

تم إدخال أول خدمات الهاتف المحمول بالنظام العالمي للإتصالات المتنقلة في مصر عام 1996. ويوجد بمصر أربع شركات تقدم خدمة الهاتف المحمول وهي:
- شركة اورنچ مصر التابعة لمجموعة اورنچ الفرنسية وقد تم بث الخدمة في مارس 1998 تحت اسم موبينيل.
- شركة ڤودافون مصر وهي شركة مساهمة تملكها ڤودافون جروپ والشركة المصرية للإتصالات وهي الشبكة الثانية في مصر وكانت تسمى كليك چي اس ام حتى عام 2001.
- شركة اتصالات مصر وهي التي فازت برخصة شبكة المحمول الثالثة وقد فاز بها تحالف كلا من (مؤسسة الإمارات للاتصالات والبريد المصري والبنك التجاري الدولي والبنك الأهلي المصري) مقابل 16.7 مليار جنيه مصري في 4 يوليو 2006 انطلق العمل فيها في مايو 2007 كأول مشغل لخدمات الجيل الثالث في مصر.[6]
- شركة المصرية للاتصالات وفازت بالرخصة الرابعة للهاتف المحمول في مصر، في 18 سبتمبر 2017 أطلقت المصرية للاتصالات خدمات الهاتف المحمول في السوق المصري لتصبح أول مشغل متكامل في مصر ورابع شركة اتصالات محمولة.[7]

## البريد

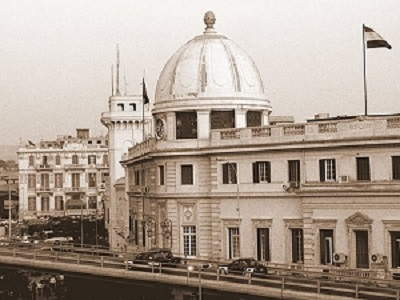
صورة قديمة لمتحف البريد بميدان العتبة

البريد المصري الذي تأسس عام 1865 هو واحد من أقدم مؤسسات مصر وأعرقها وتعتبر مصر من بين 22 دولة ساهمت في تأسيس الاتحاد البريدي العالمي عقب مؤتمر برن عام 1874 واختيرت عضواُ في هذا الاتحاد، كما أسهمت بدور فاعل أيضًا في تأسيس كل من الاتحاد البريدي العربي والاتحاد البريدي الأفريقي.
ويبلغ عدد عملائه أكثر من 15 مليون عميل تعاملوا معه على مر سنين طويلة، والعملاء الجدد الذين انضموا إلى خدمات هيئة البريد المالية في العام الماضي وحده زاد عددهم عن مليوني عميل.
والبريد المصري هو هيئة اقتصادية اجتماعية تسهم بشكل مباشر في تحقيق خطط الدولة الرامية إلى تحقيق التنمية بحيث يشعر بعائد هذه التنمية إلى جانب ضمان كفاءة وسرعة تقديم الخدمة.
ويصل عدد مكاتب البريد المصري الحكومية لأكثر من 3,700 مكتب وما يقارب 800 وكالة بريدية خاصة مثل فيديكس ودي إتش إل.

## الأنترنت

خريطة عدد مستخدمي الأنترنت حول العالم

بدأ استخدام الإنترنت في مصر في عام 1992، حين تمّ تمديد بنية تحتيّة بين شبكة الجامعات المصريّة وشبكة «بت نت» الفرنسيّة، إلى جانب بدء استخدام شبكة اتصالات الإنترنت. واقتصر توفير الخدمة وقتها على جهتين فقط، هما شبكة الجامعات المصرية ومركز المعلومات. ومع بداية عام 1994 بدأ المركز في إدخال خدمة الإنترنت للوزارات والهيئات الحكومية والمحافظات، وبداية من عام 1997 بدأ المركز في خصخصة خدمات الإنترنت من خلال إتاحة الخدمات لعدد من الشركات الخاصة كمزودين للخدمة ISPs والذين يقومون بدورهم ببيع الخدمة للمواطنين والشركات، وفي عام 1997 تواجد بالسوق المصري 16 شركة خاصة لتقديم خدمات الإنترنت اووصل عدد الشركات العاملة في هذا المجال إلى حوالي 68 شركة بحلول عام 2000 
وفي عام 2002 بدأت الحكومة المصرية في مبادرة الإنترنت المجانية وهي عبارة عن مشروع تبنته وزارة الاتصالات وتكنولوجيا المعلومات بعقد شراكة بين شركة المصرية للاتصالات وشركات مزودي خدمة الإنترنت لتقديم خدمة الاتصال بالإنترنت بتكلفة المكالمة العادية مع اقتسام تلك القيمة بنسبة 30% للمصرية للاتصالات و 70% لشركات تقديم خدمة الإنترنت، في عام 2004 أطلقت الحكومة مبادرة الإنترنت فائقة السرعة (adsl).